# Lemmings 2: The Tribes
Lemmings 2: The Tribes è un videogioco rompicapo sviluppato dalla DMA Design e pubblicato dalla Psygnosis nel 1993. Il videogioco è il seguito ufficiale di Lemmings. Il gameplay del videogioco è sostanzialmente immutato, ma il videogioco aggiunge nuovi livelli e nuovi tipi di lemming suddivisi per tribù.